# One Dag Hammarskjöld Plaza
One Dag Hammarskjöld Plaza está situado en 885 Segunda Avenida, Nueva York. Es un rascacielos de 181 m que fue terminado en 1972 y cuenta con 49 plantas. Su superficie es  69,675 m² y es el 65.º edificio más alto de Nueva York. Fue diseñado por la firma de arquitectos Emery Roth & Sons y desarrollado por Lawrence Ruben.
Su principal uso es el de oficinas. Canadá, Francia, Italia, el Reino Unido, España, Chile, Suecia, Bélgica, Irlanda, Austria, Turquía y Dinamarca tienen sus misiones permanentes ante las Naciones Unidas con sede en este edificio.

## Inquilinos
- Avrett Dunce Goonsberg
- Dell Publishing

## En la ficción
- En la novela de Stephen King La Torre Oscura, 2 Dag Hammarskjold Plaza fue construida en el sitio de la Rosa, la versión de nuestro mundo de la Torre Oscura, con el fin de protegerlo.